# Fahéjfejű zöldgalamb
A fahéjfejű zöldgalamb (Treron fulvicollis) a madarak osztályának galambalakúak (Columbiformes) rendjébe és a galambfélék (Columbidae) családjába tartozó faj.

## Rendszerezése
A fajt Johann Georg Wagler német ornitológus írta le 1827-ben, a Columba nembe Columba fulvicollis néven.

## Alfajai
- Treron fulvicollis baramensis A. B. Meyer, 1891
- Treron fulvicollis fulvicollis (Wagler, 1827)
- Treron fulvicollis melopogenys (Oberholser, 1912)
- Treron fulvicollis oberholseri Chasen, 1934[2]

## Előfordulása
Brunei, Indonézia, Malajzia, Mianmar és Szingapúr területén honos. Thaiföldön valószínűleg már kihalt. Természetes élőhelyei a szubtrópusi vagy trópusi mocsári erdők, mangroveerdők és cserjések, valamint vidéki kertek. Állandó, nem vonuló faj.

## Megjelenése
Testhossza 27 centiméter.

## Természetvédelmi helyzete
Az elterjedési területe még rendkívül nagy, de gyorsan csökken, egyedszáma is csökken az élőhely pusztulása és a vadászat miatt. A Természetvédelmi Világszövetség Vörös listáján mérsékelten fenyegetett fajként szerepel.